# Obama nungara
Obama nungara ist ein zu den Landplanarien zählender Strudelwurm, der ursprünglich aus Südamerika stammt und nach Einschleppung auch in West- und Südeuropa verbreitet ist.

## Merkmale
Obama nungara hat einen flachen Körper, der eine Höhe von 1 bis 2 Millimetern erreicht, und weist eine Körperlänge von bis zu 70 Millimetern und -breite bis zu 5 Millimetern im gestreckten Zustand auf. Das Vorderende ist abgerundet und schmal, verbreitert sich bis ca. 1,5 Zentimetern hinter dem Vorderende auf die maximale Körperbreite, bevor die Seitenränder bis kurz vor dem Hinterende parallel verlaufen. Auf dem hintersten Zentimeter verjüngt sich die Breite zu einem spitzen Ende hin. Die Grundfärbung des schleimbedeckten Rückens ist gold- bis honiggelb, worauf sich viele terrabraune bis schwarze Punkte verteilen, die je nach Häufigkeit den Eindruck einer beige-braunen bis fast schwarzen Rückenfärbung vermitteln und bei hellen Exemplaren wie Längsstreifen wirken. Zudem sind diese Pigmentflecken zur Mittellinie hin häufiger und zeigen von der Mitte aus auslaufende Querstreifen. Bei einigen Individuen zeigt sich wegen fehlender dunkler Pigmentflecken auf der Mittellinie des Rückens ein schmaler, blasser Mittelstreifen, der sich auf Höhe des Pharynx und des Kopulationsapparats leicht verbreitert. Die Bauchfärbung ist einfarbig creme- bis grauweiß. Die Kriechsohle nimmt die gesamte Breite der Bauchseite ein. An den Seitenrändern befinden sich auf der Körperoberfläche viele Drüsen.

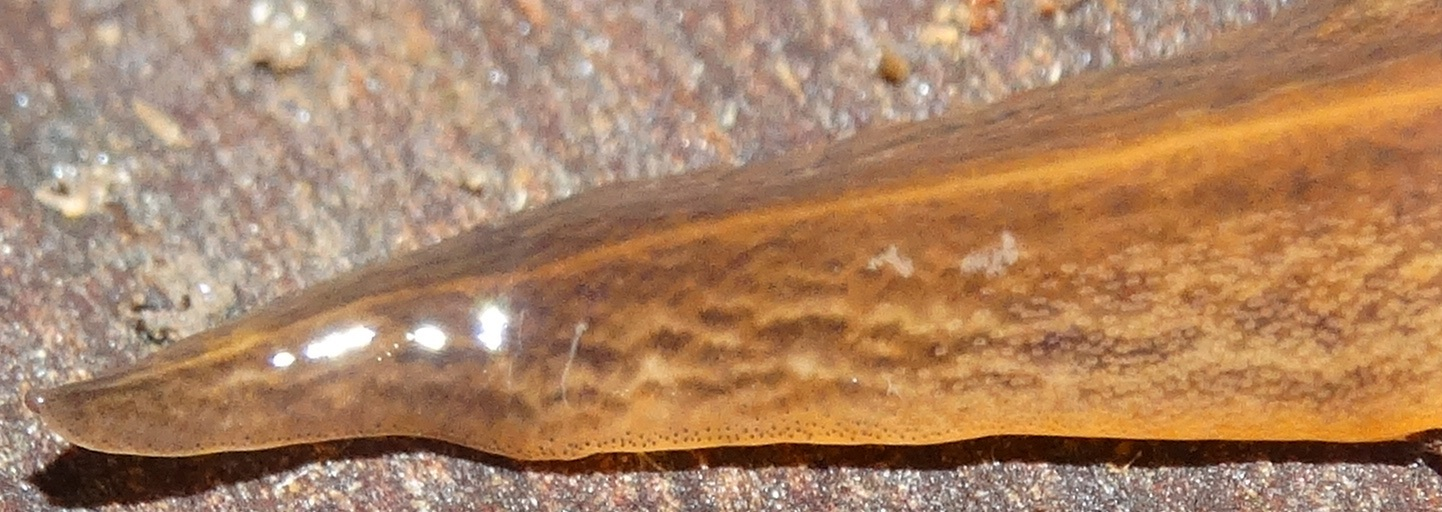
Detailaufnahme von Obama nungara, die seitlichen Augen sind am Rand des vorderen Endes als schwarze Punkte erkennbar, um die rückenseitigen Augen bilden sich helle Bereiche.

Viele Augen sind in einer einzelnen Reihe um das Vorderende angeordnet. Hinter dem Vorderende werden sie zahlreicher und verteilen sich bis auf eine Breite von ca. einem Drittel auf beiden Seiten der Rückenfläche. Teilweise zeigt sich um die Augen herum eine kleine pigmentfreie Zone, so dass vor allem bei dunkel gefärbten Individuen ein Halo-Effekt erscheint.
Bauchseitig befindet sich kurz hinter der Körpermitte die Mundöffnung auf einer Höhe von ca. 60 % der Körperlänge. Dort ist ein zylindrischer Pharynx.
Hinter der Mundöffnung befindet sich die Geschlechtsöffnung der zwittrigen Würmer. Die sechs Testikel liegen im Körper eher rückenseitig in der vorderen Körperhälfte. Der 1 bis 1,7 Millimeter lange, eiförmig-stumpfe Penis ist zur linken Seite und nach hinten gerichtet und nimmt den größten Raum im männlichen Atrium genitale ein, das von einer mantelartigen, großen Falte vom weiblichen Atrium abgegrenzt ist. Die paarigen Ovarien sind ebenfalls im vorderen Bereich, jedoch liegen sie im Gegensatz zu den Testikeln eher bauchseitig. Die Eileiter verlaufen im Körper so, dass sie vom hinteren Ende aus in das trichterförmige weibliche Atrium münden.
Frisch geschlüpfte Jungtiere haben eine helle cremefarbene Grundfärbung mit einer feinen braunen Punktierung. Diese Pigmentflecken zeigen eine stärkere Anhäufung zur Mittellinie hin, wobei die Mittellinie selbst pigmentfrei ist. Die vordere Spitze ist dunkelgrau und die Bauchseite zeigt eine blassgraue Färbung.

## Lebensweise
Viele Funde der Art waren in offenen Landschaften, unter anderem in Brasilien und Frankreich. Sie wurde in Europa häufig in Kulturlandschaften gefunden, oftmals in Gärten oder in Bereichen, die von Gärtnereien genutzt wurden. Ruheplätze sind oftmals größere Gegenstände, die am Boden liegen, wie Blumentöpfe oder Plastikboxen. In Regionen oberhalb 500 Meter über dem Meeresspiegel wurde die Art in Europa nicht nachgewiesen. Anhand der Fundorte in Europa kann man erkennen, dass die Art warme klimatische Bedingungen bevorzugt, während die Planarien an kälteren Standorten weniger zahlreich sind.
Die Landplanarie pflanzt sich fort, indem sie Eikokons legt, die im weiblichen Atrium genitale produziert werden. Bei der Ablage haben diese Eikokons eine rote Färbung, die sich in drei Tagen dunkelbraun verfärbt. Bei 20 °C schlüpften bei einem unter Beobachtung stehenden Eikokon nach 13 bis 17 Tagen drei Jungtiere.
Obama nungara ist ein räuberisch lebender Plattwurm, der aktiv Regenwürmer und Schnecken jagt. Unter Laborbedingungen fraß ein Individuum auch Aas, genauer ein gefrorenes Stück von einer Küchenschabe. Möglicherweise ist sie wegen ihres Jagdverhaltens und ihrer weiten Verbreitung die für die Biodiversität und Bodenökologie gefährlichste Landplanarie in Europa. So sind Regenwürmer für die Bodenqualität wichtig und bilden die Grundlage in der Ernährung vieler verschiedener Tiere. Obama nungara hat hingegen keine natürlichen Fressfeinde in Europa.

## Verbreitung

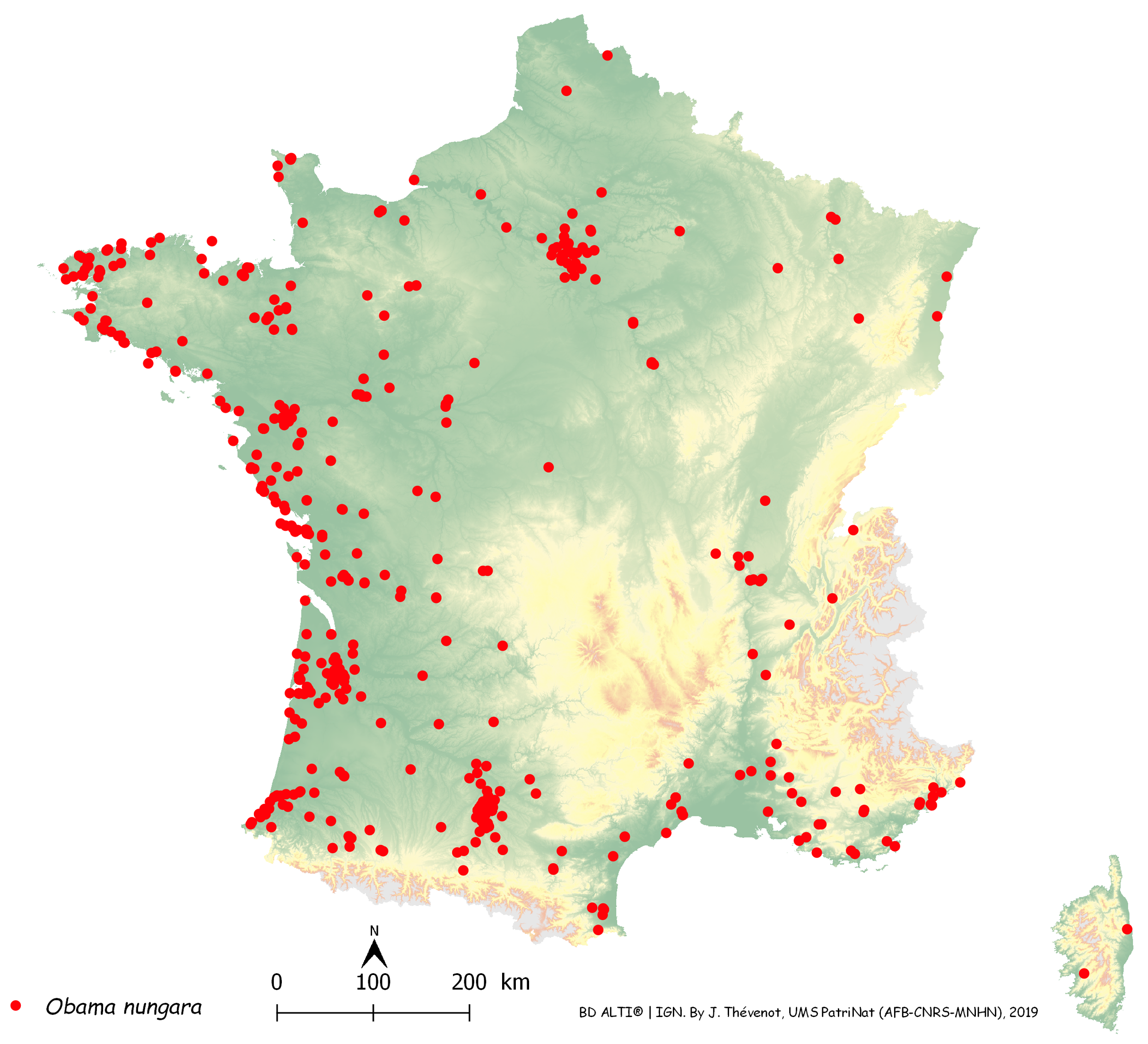
Fundorte von Obama nungara in Frankreich (2013–2018)

In Brasilien wurde der Holotyp auf einer Wiese zwischen Fischteichen entdeckt. Dieses Gebiet befand sich in einer mit atlantischem Regenwald bedeckten Region. Auch in Argentinien liegen natürliche Lebensräume der Art.
Nach Europa ist die Obama nungara vermutlich durch den Pflanzenhandel eingeführt worden. Die invasive Art kann sowohl im Mittelmeerraum, in Italien, Spanien und Frankreich als auch in Gebieten entlang der Atlantikküste, Portugal, Spanien, Frankreich, Belgien, Niederlande häufig gefunden werden. Neben dem kontinentalen Festland wurde die Art auch auf verschiedenen Inseln, z. B. Großbritannien, Guernsey, Irland, Korsika und Madeira, gefunden. Auch in der Schweiz wurde die Art bereits entdeckt. 2021 erfolgte der erste Nachweis Deutschlands in Regensburg.
In Frankreich wurde bei einer Feldstudie mit Hilfe der Bevölkerung eine genauere Bestandsaufnahme von Obama nungara gemacht. Hierfür schickten Bürger Bilder und gesammelte Exemplare an die Forschungsgruppe um Jean-Lou Justine. Bei der Auswertung der eingesandten Nachweise stellte sich heraus, dass die Landplanarie hauptsächlich entlang der Küste und in urbanen Räumen besonders häufig gefunden werden konnte. Die Art wurde in 72 der 96 Départements nachgewiesen, in kälteren Regionen im Nordosten und im Bergland wurde sie nicht oder selten gesichtet. Genetische Untersuchungen zeigten, dass sie vermutlich von Individuen in Argentinien abstammen.

## Systematik und Synonyme
Bereits 2008 wurden in dem Staatsgebiet des Vereinigten Königreichs Landplanarien entdeckt, die der Gattung Geoplana zugeschrieben wurden. Später folgten Funde in Spanien, Italien und Frankreich. Aufgrund der Färbung und Körperzeichnung wurden die Individuen zu Geoplana marmorata zugeordnet, die 2013 als Obama marmorata in eine neu beschriebene Gattung überführt wurden.
Bei einer genetischen Untersuchung stellten Carbayo und sein Team fest, dass die Funde aus Europa sowie Individuen aus Brasilien keine nahe Verwandtschaft zu der phänotypisch ähnlichen Art Obama marmorata aufwiesen, stattdessen zeigten Obama ladislavii und Obama otavioi eine größere genetische Ähnlichkeit zu den europäischen Exemplaren. Aus diesem Grund wurde im Jahr 2016 Obama nungara durch die Forschungsgruppe von Fernando Carbayo als neue Art erstbeschrieben. In Veröffentlichungen vor 2016 kann Obama marmorata oftmals als Synonym für Obama nungara angesehen werden.
Kladogramm für die systematisch nah verwandten Arten von Obama nungara:
|  | Obama marmorata                                                          |
|  |                                                                          |
|  | \| \| Obama anthropophila \| \| \| \| \| \| Obama decidualis \| \| \| \| |
|  |                                                                          |
|  | Obama anthropophila                                                      |
|  |                                                                          |
|  | Obama decidualis                                                         |
|  |                                                                          |

|  | Obama anthropophila |
|  |                     |
|  | Obama decidualis    |
|  |                     |

|  | Obama marmorata                                                          |
|  |                                                                          |
|  | \| \| Obama anthropophila \| \| \| \| \| \| Obama decidualis \| \| \| \| |
|  |                                                                          |
|  | Obama anthropophila                                                      |
|  |                                                                          |
|  | Obama decidualis                                                         |
|  |                                                                          |

|  | Obama anthropophila |
|  |                     |
|  | Obama decidualis    |
|  |                     |

|  | Obama marmorata                                                          |
|  |                                                                          |
|  | \| \| Obama anthropophila \| \| \| \| \| \| Obama decidualis \| \| \| \| |
|  |                                                                          |
|  | Obama anthropophila                                                      |
|  |                                                                          |
|  | Obama decidualis                                                         |
|  |                                                                          |

|  | Obama anthropophila |
|  |                     |
|  | Obama decidualis    |
|  |                     |

|  | Obama marmorata                                                          |
|  |                                                                          |
|  | \| \| Obama anthropophila \| \| \| \| \| \| Obama decidualis \| \| \| \| |
|  |                                                                          |
|  | Obama anthropophila                                                      |
|  |                                                                          |
|  | Obama decidualis                                                         |
|  |                                                                          |

|  | Obama anthropophila |
|  |                     |
|  | Obama decidualis    |
|  |                     |

|  | Obama marmorata                                                          |
|  |                                                                          |
|  | \| \| Obama anthropophila \| \| \| \| \| \| Obama decidualis \| \| \| \| |
|  |                                                                          |
|  | Obama anthropophila                                                      |
|  |                                                                          |
|  | Obama decidualis                                                         |
|  |                                                                          |

|  | Obama anthropophila |
|  |                     |
|  | Obama decidualis    |
|  |                     |

|  | Obama marmorata                                                          |
|  |                                                                          |
|  | \| \| Obama anthropophila \| \| \| \| \| \| Obama decidualis \| \| \| \| |
|  |                                                                          |
|  | Obama anthropophila                                                      |
|  |                                                                          |
|  | Obama decidualis                                                         |
|  |                                                                          |

|  | Obama anthropophila |
|  |                     |
|  | Obama decidualis    |
|  |                     |

|  | Obama marmorata                                                          |
|  |                                                                          |
|  | \| \| Obama anthropophila \| \| \| \| \| \| Obama decidualis \| \| \| \| |
|  |                                                                          |
|  | Obama anthropophila                                                      |
|  |                                                                          |
|  | Obama decidualis                                                         |
|  |                                                                          |

|  | Obama anthropophila |
|  |                     |
|  | Obama decidualis    |
|  |                     |

|  | Obama marmorata                                                          |
|  |                                                                          |
|  | \| \| Obama anthropophila \| \| \| \| \| \| Obama decidualis \| \| \| \| |
|  |                                                                          |
|  | Obama anthropophila                                                      |
|  |                                                                          |
|  | Obama decidualis                                                         |
|  |                                                                          |

|  | Obama anthropophila |
|  |                     |
|  | Obama decidualis    |
|  |                     |

|  | Obama marmorata                                                          |
|  |                                                                          |
|  | \| \| Obama anthropophila \| \| \| \| \| \| Obama decidualis \| \| \| \| |
|  |                                                                          |
|  | Obama anthropophila                                                      |
|  |                                                                          |
|  | Obama decidualis                                                         |
|  |                                                                          |

|  | Obama anthropophila |
|  |                     |
|  | Obama decidualis    |
|  |                     |

|  | Obama marmorata                                                          |
|  |                                                                          |
|  | \| \| Obama anthropophila \| \| \| \| \| \| Obama decidualis \| \| \| \| |
|  |                                                                          |
|  | Obama anthropophila                                                      |
|  |                                                                          |
|  | Obama decidualis                                                         |
|  |                                                                          |

|  | Obama anthropophila |
|  |                     |
|  | Obama decidualis    |
|  |                     |

|  | Obama marmorata                                                          |
|  |                                                                          |
|  | \| \| Obama anthropophila \| \| \| \| \| \| Obama decidualis \| \| \| \| |
|  |                                                                          |
|  | Obama anthropophila                                                      |
|  |                                                                          |
|  | Obama decidualis                                                         |
|  |                                                                          |

|  | Obama anthropophila |
|  |                     |
|  | Obama decidualis    |
|  |                     |

|  | Obama marmorata                                                          |
|  |                                                                          |
|  | \| \| Obama anthropophila \| \| \| \| \| \| Obama decidualis \| \| \| \| |
|  |                                                                          |
|  | Obama anthropophila                                                      |
|  |                                                                          |
|  | Obama decidualis                                                         |
|  |                                                                          |

|  | Obama anthropophila |
|  |                     |
|  | Obama decidualis    |
|  |                     |

|  | Obama marmorata                                                          |
|  |                                                                          |
|  | \| \| Obama anthropophila \| \| \| \| \| \| Obama decidualis \| \| \| \| |
|  |                                                                          |
|  | Obama anthropophila                                                      |
|  |                                                                          |
|  | Obama decidualis                                                         |
|  |                                                                          |

|  | Obama anthropophila |
|  |                     |
|  | Obama decidualis    |
|  |                     |

|  | Obama marmorata                                                          |
|  |                                                                          |
|  | \| \| Obama anthropophila \| \| \| \| \| \| Obama decidualis \| \| \| \| |
|  |                                                                          |
|  | Obama anthropophila                                                      |
|  |                                                                          |
|  | Obama decidualis                                                         |
|  |                                                                          |

|  | Obama anthropophila |
|  |                     |
|  | Obama decidualis    |
|  |                     |

|  | Obama marmorata                                                          |
|  |                                                                          |
|  | \| \| Obama anthropophila \| \| \| \| \| \| Obama decidualis \| \| \| \| |
|  |                                                                          |
|  | Obama anthropophila                                                      |
|  |                                                                          |
|  | Obama decidualis                                                         |
|  |                                                                          |

|  | Obama anthropophila |
|  |                     |
|  | Obama decidualis    |
|  |                     |

|  | Obama marmorata                                                          |
|  |                                                                          |
|  | \| \| Obama anthropophila \| \| \| \| \| \| Obama decidualis \| \| \| \| |
|  |                                                                          |
|  | Obama anthropophila                                                      |
|  |                                                                          |
|  | Obama decidualis                                                         |
|  |                                                                          |

|  | Obama anthropophila |
|  |                     |
|  | Obama decidualis    |
|  |                     |

## Etymologie
Das Artepitheton nungara entstammt – wie dasjenige der Gattung – der Tupi-Sprache und bedeutet in der deutschen Sprache „ähnlich“ oder „gleichend“. Hiermit wird auf das ähnliche Aussehen zu Obama marmorata verwiesen, zu dem Individuen bis zur Feststellung des eigenen Artstatus zugeordnet wurden.